# Hà Trí Quang
Đỗ Hà Trí Quang, thường được biết đến với nghệ danh Hà Trí Quang (sinh ngày 8 tháng 7 năm 1986), là một nam diễn viên người Việt Nam.

## Tiểu sử
Hà Trí Quang lúc còn trẻ
Lúc nhỏ, mặc dù anh rất nhút nhát nhưng lại thích đứng trước đám đông. Anh mơ ước trở thành diễn viên hoặc giáo viên. Mặc dù, gia đình không có ai hoạt động trong lĩnh vực nghệ thuật nhưng Hà Trí Quang vẫn quyết tâm thi vào trường Sân Khấu Điện Ảnh TP HCM. Ngay từ năm học đầu tiên, Hà Trí Quang đã đi casting rất nhiều nhưng vận may không mỉm cười với anh. Chán nản, Hà Trí Quang xin vào đoàn múa rối nước TH HCM theo học và công tác tại đây. Sau một thời gian, nhận thấy công việc không phù hợp, Hà Trí Quang quay trở lại trường học. Cuối năm học thứ 2, Hà Trí Quang nhận được vai diễn đầu tiên trong bộ phim "Hoa dã quỳ". Để trở thành diễn viên nổi tiếng, Hà Trí Quang đã trải qua khoảng thời gian 5 năm khó khăn với nghề.
Khi mới bắt đầu sự nghiệp diễn
Lúc mới đi diễn, tôi chỉ được nhận những vai phụ, quần chúng. Đến giờ ăn, diễn viên phụ phải ngồi ăn riêng mà không được ăn chung cùng diễn viên chính. Khi quay ngoài trời, nắng nóng, mưa gió thế nào cũng phải chịu trong khi diễn viên chính có người của đoàn phim đi theo che mưa, che nắng. Có lần, đạo diễn mắng tôi, tại sao chưa vào hóa trang nhưng đạo diễn đâu biết, tôi bị nhân viên hóa trang đuổi ra kèm theo câu nói "Vai quần chúng cần gì hóa trang". Thời gian đầu đi diễn, tôi phải tự hóa trang cho chính mình. Tôi từng bị vỡ đầu do bạn diễn không tiết chế cảm xúc trong cảnh cầm gậy đập vào đầu. Trong một bộ phim khác, khi diễn cảnh xác chết trôi sông, tôi suýt ngộp nước, chết đuối khi đầu bị kẹt trong khe đá. Chuyện bị gai tre đâm, tông xe, bị vỡ đồ dùng, tư trang cá nhân trong khi quay là chuyện không hiếm với diễn viên khi khâu chuẩn bị đạo cụ của đoàn phim không được chu đáo. Khi đã có tên tuổi một chút, tôi luôn lựa chọn đoàn phim có uy tín để hợp tác. Làm nghệ thuật mà bị ức chế, sẽ ảnh hưởng rất nhiều đến chất lượng vai diễn mà mình diễn xuất. Tôi là người sống khá khép kín, một phần vì tính cách tôi từ xưa vốn đã nhút nhát và tự ti. Những ảnh hưởng tâm lý trong thời gian đầu đi đóng phim khiến tôi e dè khi tiếp xúc với những người trong giới. Nhiều anh chị cũng rủ tôi tụ tập chỗ này chỗ kia, nhưng rủ một, hai lần không được họ cũng nản. Thành ra, tôi rất ít bạn bè tâm giao trong showbiz. 
Sự nghiệp diễn xuất của mình
Hà Trí Quang là diễn viên tài năng, được khán giả màn ảnh nhỏ biết đến trong nhiều bộ phim truyền hình nổi tiếng. Anh được trải nghiệm nhiều nhân vật với nhiều tính cách khác nhau từ công tử con nhà giàu, chàng sinh viên nghèo, và cả vai phản diện. Tuy có ngoại hình sáng, thư sinh nhưng anh luôn được các đạo diễn ưu ái giao các vai phản diện bởi đôi mắt của anh được đánh giá là khá biểu cảm. Nhiều khán giả nhận xét về Hà Trí Quang là khi hiền thì đôi mắt ấy rất nhân hậu như khi thể hiện vai ác thì quắc lên rất đáng sợ. Anh luôn tâm niệm mỗi nhân vật là một đứa con tinh thần của mình. Là diễn viên nổi tiếng nhưng Hà Trí Quang giống như một kẻ ngoại đạo trong Showbiz. Không ồn ào trên báo chí, cuộc sống của Hà Trí Quang sạch bóng Scandal, không sử dụng chiêu trò để hâm nóng tên tuổi. Ngoài sự nghiệp diễn xuất, Hà Trí Quang còn mở một công ty du lịch và một trường tiểu học bán trú. Nhiều người cho rằng anh tham công tiếc việc, nhưng đây cũng là hai ngành anh đam mê và tâm đắc.

## Đời tư
Năm 2022, Hà Trí Quang có cuộc sống ấm no với bạn trai Thanh Đoàn. Ngày 9 tháng 12, 2022, Hà Trí Quang chào đón cặp song sinh bằng thụ tinh trong ống nghiệm tại Thái Lan. Họ tổ chức lễ cưới vào ngày 6 tháng 11 năm 2024.

## Phim đã tham gia

### Phim truyền hình
| Năm  | Tựa phim                   | Vai diễn              | Kênh       | Ghi chú                                                                           | Nguồn  |
| ---- | -------------------------- | --------------------- | ---------- | --------------------------------------------------------------------------------- | ------ |
| 1999 | Ngày thương niệm           | Huy (lúc nhỏ)         | VTV3       |                                                                                   |        |
| 2006 | Ngã rẽ cuộc đời            | Anh Thuận             | HTV7       |                                                                                   |        |
| 2007 | Hoa dã quỳ                 | Đức                   | HTV9       | Vai diễn đầu tiên khi anh là sinh viên năm 2 của Trường Sân khấu điện ảnh TP. HCM |        |
| 2008 | Tuổi yêu                   | Duy                   | HTV7       |                                                                                   |        |
| 2009 | Những mảnh vỡ phù hoa      | Quốc Trung            | HTV7       |                                                                                   |        |
| 2009 | Ký ức mong manh            | Quý                   | HTV7       | Vai phản diện đầu tiên                                                            |        |
| 2010 | Gia đình sóng gió          | Khánh Nam             | THVL1      |                                                                                   |        |
| 2010 | Vũ điệu tình yêu           | Tuấn Huy              | HTV7       |                                                                                   |        |
| 2010 | Tình yêu tìm lại           | Gia Tuấn              | HTV7       | Vai phản diện thứ 2                                                               |        |
| 2010 | Dòng đời nghiệt ngã        | Thiên                 | HTV9       |                                                                                   |        |
| 2010 | Tại tôi                    | Hữu Nhơn              | HTV9       |                                                                                   |        |
| 2010 | Khóc thầm                  | Lâm                   | HTV9       |                                                                                   |        |
| 2010 | Hạnh phúc mong manh        | Mạnh                  | HTV9       |                                                                                   |        |
| 2011 | Dương cầm                  | Trầm Tưởng            | VTV9       |                                                                                   |        |
| 2011 | Lâu đài tình ái            | Huy                   | ĐN1        |                                                                                   |        |
| 2011 | Chàng ngố                  | Lâm                   | HTV7       |                                                                                   |        |
| 2011 | Đôi mắt ân tình            | Hùng                  | THVL1      |                                                                                   |        |
| 2011 | Chân tình                  | Quốc Việt             | THVL1      |                                                                                   |        |
| 2011 | Hoa hồng không dành cho em | Hoàng Sang            | HTV3       |                                                                                   |        |
| 2012 | Trái tim hoa hồng          | Hoà                   | HTV3       |                                                                                   |        |
| 2012 | Hoa nắng                   | Thắng                 | VTV3       |                                                                                   |        |
| 2012 | Mơ hoang                   | Phan An               | THVL1      |                                                                                   |        |
| 2012 | Chuyện xứ dừa              | Quang                 | SCTV14     |                                                                                   |        |
| 2013 | Tìm chồng cho vợ tôi       | Kiên                  | SCTV14     | Vai phản diện thứ 3                                                               |        |
| 2013 | Oan nghiệt                 | Bình                  | HTV7       |                                                                                   |        |
| 2013 | Bờ bến lạ                  | Trường Giang          | VTV9       |                                                                                   |        |
| 2013 | Bụi đời                    | Lâm                   | TodayTV    |                                                                                   |        |
| 2013 | Lệch pha                   | Trực                  | Let's Viet |                                                                                   |        |
| 2013 | Ngọn cỏ gió đùa            | Từ Hải Yến            | HTV9       | Vai phản diện thứ 4                                                               |        |
| 2013 | Rau muống tháng 9          | Thiên Minh            | KGTV       |                                                                                   |        |
| 2013 | Bóng tối rực rỡ            | Hữu Tài               | VTV9       |                                                                                   |        |
| 2013 | Sông dài                   | Đức Thịnh             | VTV9       |                                                                                   |        |
| 2013 | Sông trôi muôn hướng       | Khiêm                 | VTV9       |                                                                                   |        |
| 2014 | Cha rơi                    | Tuệ                   | VTV9       |                                                                                   |        |
| 2014 | Lớp học 102                | Duy Hiếu              | VTV9       | Vai phản diện thứ 5                                                               |        |
| 2014 | Lửa trên băng              | Quốc Sĩ               | HTV7       |                                                                                   |        |
| 2014 | Lời sám hối                | Thiên Tân             | THVL1      |                                                                                   |        |
| 2014 | Chỉ một tình yêu           | Bác sĩ Thiện          | THVL1      |                                                                                   |        |
| 2014 | Sau ánh hoàng hôn          | Thái Duy              | THVL1      | Vai phản diện thứ 6                                                               |        |
| 2015 | Ải trần gian               | Cậu Tư / Tư Trọng     | THVL1      | Vai phản diện thứ 7                                                               |        |
| 2015 | Kẻ thù giấu mặt            | Tâm                   | THVL1      |                                                                                   |        |
| 2015 | Hai khối tình              | Hoàng                 | HTV7       | Vai phản diện thứ 8                                                               |        |
| 2015 | Tấm lòng của biển          | Ông Tâm (lúc trẻ)     | HTV9       |                                                                                   |        |
| 2015 | Chiếc vòng ngọc huyết      | Phi                   | VTV9       |                                                                                   |        |
| 2015 | Đoạn trường nam ai         | Văn Kỳ                | VTV9       |                                                                                   |        |
| 2015 | Ngoại tình với vợ          | Hải Đông              | SCTV14     |                                                                                   |        |
| 2016 | Thiếu gia nhà nghèo        | Huy Tài               | SCTV14     |                                                                                   |        |
| 2016 | Gia tộc dậy sóng           | Định                  | SCTV14     |                                                                                   |        |
| 2016 | Nó là con tôi              | Lộc Trung             | SCTV14     |                                                                                   |        |
| 2016 | Vợ ơi bồ nhé               | Quốc                  | HTV9       |                                                                                   |        |
| 2016 | Dệt nắng cho ngày dài hơn  | Tuấn                  | HTV9       |                                                                                   |        |
| 2016 | Máu chảy về tim            | Bác sĩ Bảo            | THVL1      |                                                                                   |        |
| 2016 | Dòng nhớ                   | Toàn                  | THVL1      |                                                                                   |        |
| 2016 | Song sinh bí ẩn            | Vinh                  | THVL1      | Vai phản diện thứ 9                                                               |        |
| 2017 | Trần Trung kỳ án (phần 2)  | Dương Võ              | THVL1      |                                                                                   |        |
| 2017 | Những nàng bầu hành động   | Quang Hưng            | THVL1      |                                                                                   |        |
| 2017 | Người nhà quê              | Thế                   | THVL1      |                                                                                   |        |
| 2017 | Một đời giông tố           | Tuấn                  | THVL1      |                                                                                   |        |
| 2017 | Oan gia bùm chéo           | Huy Hoàng             | VTV9       |                                                                                   |        |
| 2018 | Biệt đội 12A1              | Dũng                  | SCTV14     |                                                                                   |        |
| 2018 | Nhà ông Hoàng có ma        | Cậu Ba / Hoàng Sơn    | SCTV14     | Được đề cử tại Ngôi Sao Xanh và đạt giải                                          |        |
| 2018 | Cõi mộng                   | Hải                   | VTV8       |                                                                                   |        |
| 2018 | Ngậm ngùi                  | Hữu                   | THVL1      | Vai phản diện thứ 10                                                              |        |
| 2019 | Trà táo đỏ                 | Kỳ Quý                | THVL1      |                                                                                   |        |
| 2019 | Hoa cúc vàng trong bão     | Hoàng Thiên           | VTV3       | Vai phản diện thứ 11                                                              |        |
| 2019 | Tình xa                    | Đăng                  | VTV9       |                                                                                   |        |
| 2019 | Chồng à vợ ơi              | Duy Phước             | HTV9       |                                                                                   |        |
| 2019 | Shipper bá đạo             | Khách hàng Thanh      | HTV9       |                                                                                   |        |
| 2019 | Về phía cầu vồng           | Vũ, thầy Sơn dạy nhạc | HTV9       |                                                                                   |        |
| 2019 | Nhà ông hoàng có vàng      | Vĩnh Triết            | SCTV14     |                                                                                   |        |
| 2020 | Hoa vẫn nở mùa đông        | Vạn Thành             | SCTV14     |                                                                                   |        |
| 2020 | Dòng đời chảy ngược        | Minh Quân             | SCTV14     | Được đề cử tại Ngôi Sao Xanh                                                      |        |
| 2020 | Nhất gia bách truyện       | Tony                  | TodayTV    |                                                                                   |        |
| 2020 | Hợp đồng yêu đương         | Hùng                  | TodayTV    |                                                                                   |        |
| 2020 | Bản năng yêu               | Minh Vũ               | HTV2       |                                                                                   |        |
| 2020 | Mẹ ghẻ                     | Vĩnh Phong            | THVL1      |                                                                                   |        |
| 2020 | Dâu bể đường trần          | Kim Phan (lúc trẻ)    | THVL1      | Vai phản diện thứ 12                                                              |        |
| 2020 | Nghiệp sinh tử             | Lộc                   | THVL1      | Vai phản diện thứ 13                                                              |        |
| 2021 | Canh bạc tình yêu          | Tấn                   | THVL1      |                                                                                   |        |
| 2022 | Trà táo đỏ (phần 2)        | Kỳ Quý                | THVL1      |                                                                                   | [ 10 ] |
| 2023 | Thử thách cuộc đời         | Long                  | THVL1      |                                                                                   |        |

### Phim điện ảnh
| Năm  | Tựa phim           | Vai diễn  |
| ---- | ------------------ | --------- |
| 2013 | Nhà có 5 nàng tiên | Thế Khanh |

### Thế giới cổ tích
| Năm  | Tên cổ tích                     | Vai diễn           |
| ---- | ------------------------------- | ------------------ |
| 2014 | Chàng rể thong manh             | Người thong manh   |
| 2014 | Bán tóc đãi bạn                 | Phạm Tùng          |
| 2014 | Bợm già mắc bẫy                 | Anh Đại            |
| 2014 | Tục ăn trầu ngắt đuôi           | Nhân               |
| 2014 | Vua tóc dài                     | Vua tóc dài        |
| 2015 | Sự tích trầu cau                | Cao Tân - Cao Lãnh |
| 2015 | Quả bầu kì lạ                   | Thằng Tờ           |
| 2016 | Mối duyên kỳ lạ                 | Hiếu               |
| 2016 | Sự tích con dế                  | Văn Linh           |
| 2016 | Đúc người                       | Thánh Đúc          |
| 2016 | Cóc và Phụng Hoàng              | Cóc Tinh           |
| 2016 | Lời nguyền trăm năm             | Tài                |
| 2017 | Người mua giấc mơ               | Trung              |
| 2017 | Cái thố thần                    | Hiếu               |
| 2017 | Ở hiền gặp lành                 | Ba Thiện           |
| 2017 | Kẻ bạc tình                     | Niễng              |
| 2017 | Ba anh em và nàng tiên mùa Xuân | Em Út              |
| 2017 | Giấc mộng kim kê                | Út                 |

### Xin chào hạnh phúc
| Năm  | Tên phim           | Vai diễn | Chú thích            |
| ---- | ------------------ | -------- | -------------------- |
| 2017 | Dư vị tình yêu     | Tuấn     |                      |
| 2018 | Vượt qua thử thách | Khanh    |                      |
| 2018 | Bẫy tình           | Vũ       |                      |
| 2019 | Hoán đổi           | Thiện    |                      |
| 2019 | Cha và cô ấy       | Thế      |                      |
| 2019 | Sóng tình          | Hải      | Vai phản diện thứ 14 |
| 2019 | 7 bước yêu         | Trí      |                      |
| 2020 | Nàng dâu lạ        | Thịnh    |                      |

### Lập trình trái tim (VTV 9)
| Năm  | Tên phim            | Vai diễn | Chú thích            |
| ---- | ------------------- | -------- | -------------------- |
| 2018 | Đánh thức ký ức     | Lâm      | vai phản diện thứ 15 |
| 2018 | Vượt qua oán thù    | Bảo      |                      |
| 2019 | Thước phim tình yêu | Duy      |                      |
| 2020 | Kế hoạch hoàn hảo   | Cường    |                      |
| 2020 | Hoàng tử và lọ lem  | Vũ       |                      |

### Web Drama
| Năm  | Tên phim              | Vai diễn  | Kênh                            | Chú thích            | Nguồn                |
| ---- | --------------------- | --------- | ------------------------------- | -------------------- | -------------------- |
| 2019 | Ngũ Long phá án       | Thông     | Youtube - Ngũ Long Du Ký        |                      |                      |
| 2020 | Vương miện xương rồng | Tuấn Kiệt | Youtube - Hồ Bích Trâm Official | Vai phản diện thứ 16 | [ 11 ] [ 12 ] [ 13 ] |
| 2021 | Về nhà ăn tết         | Đà        | Youtube - Hồ Bích Trâm Official |                      |                      |

### Phim ngắn
| Năm  | Tên Phim      | Vai diễn    | Nguồn       |
| ---- | ------------- | ----------- | ----------- |
| 2016 | Hoa Thiên Cốt | Bạch Tử Hoạ | [ 1 ] [ 2 ] |

## Âm nhạc
Bài hát thể hiện 
- Thần Tài Đến (Cùng với Lương Chí Cường, Hồ Quang Hiếu nhiều ca sĩ khác)

 Trợ diễn 
| Năm  | Tên Chương Trình | Tên Bài Hát      | Kênh   |
| ---- | ---------------- | ---------------- | ------ |
| 2017 | Hãy nghe tôi hát | Trách ai vô tình | THVL 1 |

## Chương trình truyền hình
| Năm  | Tên Chương Trình                  | Kênh            |
| ---- | --------------------------------- | --------------- |
| 2015 | Thiên Đường Ẩm Thực Mùa 1         | HTV7            |
| 2015 | Hội ngộ danh hài                  | HTV7            |
| 2015 | Ơn Giời Cậu Đây Rồi!              | VTV 3           |
| 2016 | Nhà Cười                          | VTV 3           |
| 2016 | Một Trăm Triệu Một Phút           | VTV 3           |
| 2016 | Lữ Khách 24h                      | HTV 7           |
| 2016 | Ca Sĩ Giấu Mặt Mùa 2              | THVL 1          |
| 2018 | Truy Tìm Cao Thủ                  | THVL 1          |
| 2018 | Giải mã nhan sắc                  | THVL 1          |
| 2018 | Đùa Như Thật                      | HTV 7           |
| 2018 | Thiên Đường Ẩm Thực - Mùa 4       | HTV 7           |
| 2018 | Khẩu Vị Ngôi Sao                  | HTV 7           |
| 2018 | Đêm Tiệc Cùng Sao                 | Mega GS         |
| 2019 | Siêu bất ngờ                      | HTV 7           |
| 2019 | Chuyện Đó Chuyện Đây Mùa 1        |                 |
| 2019 | 5 Vòng Vàng Kì Ảo - Mùa 1         | VTV 3           |
| 2019 | Một Trăm Triệu Một Phút           | VTV 3           |
| 2019 | Ai Là Bậc Thầy Chính Hiệu - Mùa 1 | VTV 3           |
| 2020 | Úm Ba La Ra Chữ Gì - Mùa 2        | VTV 3           |
| 2020 | Ca Sĩ Ẩn Danh                     | VTV 3           |
| 2020 | Ai Là Bậc Thầy Chính Hiệu Mùa 2   | VTV 3           |
| 2020 | Truy Tìm Cao Thủ                  | THVL 1          |
| 2020 | Vui cười cười vui Mùa 2           | THVL 1          |
| 2020 | Bản Lĩnh Ngôi Sao                 | THVL 1          |
| 2020 | Cùng Nhau Hái Lộc                 | THVL 1          |
| 2020 | Quý Cô Hoàn Hảo                   | HTV 7           |
| 2020 | Gia Vị Cuộc Sống                  | Today TV        |
| 2021 | 5 Vòng Vàng Kỳ Ảo Mùa 2           | VTV 3           |
| 2021 | Son Môi Đỏ                        | HTV 9           |
| 2021 | Hành trình hương vị               | THVL 1          |
| 2021 | Truy Tìm Cao Thủ                  | THVL 1          |
| 2021 | Bản lĩnh ngôi sao                 | THVL 1          |
| 2021 | Thứ 5 Vui Nhộn                    | THVL 1          |
| 2021 | Chuyện Đó Chuyện Đây Mùa 2        |                 |
| 2022 | Đối thủ bí ẩn                     | HTV 7           |
| 2022 | Đại Chiến Âm Nhạc                 | HTV 7           |
| 2022 | Ký Ức Bất Ngờ                     | HTV 7           |
| 2022 | Có Hẹn Cùng HTVC                  | HTVC Thuần Việt |

## Trợ diễn
| Năm  | Tên chương trình | Kênh   | Biểu diễn             |
| ---- | ---------------- | ------ | --------------------- |
| 2019 | Lô tô show       | THVL 1 | Đoàn Sài Gòn Tân Thời |

## Giải thưởng
| Giải thưởng      | Năm  | Hạng mục                                      | Tác phẩm đề cử      | Kết quả   | Chú thích |
| ---------------- | ---- | --------------------------------------------- | ------------------- | --------- | --------- |
| Ngôi Sao Xanh    | 2018 | Nam diễn viên truyền hình được yêu thích nhất | Nhà ông Hoàng có ma | Đoạt giải | [ 16 ]    |
| Ngôi Sao Xanh    | 2020 | Nam diễn viên truyền hình được yêu thích nhất | Dòng đời chảy ngược | Đề cử     | [ 17 ]    |
| Ngôi sao của năm | 2023 | Cặp đôi của năm                               |                     | Đoạt giải | [ 18 ]    |